# Ji Aquarii
Ji Aquarii o Chi Aquarii (χ Aqr / 92 Aquarii / HD 219576) es una estrella en la constelación de Acuario de magnitud aparente +4,93. Se encuentra a unos 640 años luz del sistema solar.
Ji Aquarii es una gigante roja de tipo espectral M3III con una temperatura superficial de 3670 K y una luminosidad 1500 veces mayor que la luminosidad solar. A partir de estos valores se puede calcular su radio, 0,45 UA, equivalente a 96 veces el radio solar, si bien medidas directas mediante interferometría dan como resultado un radio mayor de 0,60 UA.
Situada al sur de la eclíptica, Ji Aquarii es ocultada periódicamente por la Luna, lo que permite, en función del tiempo que emplea el disco lunar en cubrir la estrella, calcular su radio mediante esta técnica, obteniéndose un valor de 0,66 UA. Las discrepancias probablemente provienen de una combinación de errores en la distancia y en la estimación de la temperatura, incidiendo en la cantidad de la radiación infrarroja emitida y en última instancia en el valor de su luminosidad. Aunque difícil de estimar, su masa se sitúa en torno a dos veces la del Sol.
Ji Aquarii es una variable irregular, cuyo brillo fluctúa entre magnitud +4,90 y +5,06, por lo que se piensa que es una gigante en un avanzado estado de evolución. Probablemente la estrella está aumentando en brillo y tamaño por segunda vez, ahora con un núcleo inerte de oxígeno y carbono. Esta fase se caracteriza por una inestabilidad antes de que la estrella se desprenda de sus capas exteriores para convertirse en una enana blanca.